# Atari 50: The Anniversary Celebration
Atari 50: The Anniversary Celebration ist eine im November 2022 veröffentlichte Computerspielsammlung und historische Dokumentation des französischen Spieleherstellers Atari anlässlich des 50-jährigen Bestehens der Marke Atari. Die Spielesammlung umfasst mehr als 80 historische Titel der Atari-Geschichte, die als Arcade-Automaten, für diverse Spielkonsolen oder den Atari 400/800 veröffentlicht wurden. Entwickelt wurde das Programm von Digital Eclipse für PlayStation 4, PlayStation 5, Xbox One, Xbox Series, Switch und Windows.

## Beschreibung
Atari 50 bietet den direkten Zugriff auf die Spielebibliothek mit ihren über 80 Titeln, die in einigen Fällen zusätzlich noch in Form von verschiedenen Portierungen auf andere Plattformen vorliegen. Diese und fünf moderne Interpretationen einiger Titel durch den Entwickler Digital Eclipse eingerechnet, kommt es zu einer Gesamtzahl von 103 Spielprogrammen (vgl. Spieleliste unten). Die berücksichtigten Spieleplattformen sind Ataris Arcade-Automaten, die Spielkonsolen Atari 2600, Atari 5200, Atari 7800, Atari Lynx und Atari Jaguar sowie die 8-Bit-Heimcomputer Atari 400 bzw. Atari 800. Bei allen Spielen handelt es sich um Marken aus der Tradition der ursprünglichen Atari, Inc. und der Atari Corporation, nicht jedoch der Atari Games, des später umfirmierten Infogrames-Konzerns oder von Konkurrenten wie Activision. Auch fehlen Spiele zu seinerzeit von Atari lizenzierten Marken wie Space Invaders, Pac-Man oder E. T. the Extra-Terrestrial. Dafür sind mehrere Prototypen und lange Zeit unveröffentlichte Titel enthalten, darunter Jeff Minters Akka Arrh und die vierte SwordQuest-Episode AirWorld. Fünf Spiele werden als Bonus-Inhalte erst nach erfolgreicher Absolvierung unterschiedlicher Herausforderungen freigeschaltet.
Die vom Entwickler in den Vordergrund gestellte Zugangsweise ist jedoch eine in fünf thematische Kapitel aufgeteilte, interaktive Dokumentation der Atari-Markenhistorie. Jedes Kapitel besteht aus einem Zeitstrahl, durch das sich der Anwender anhand von Ereignissen oder Produktveröffentlichungen punktweise durch die Geschichte der verschiedenen Atari-Namensträger bewegt. Die Schwerpunkte des Programms liegen vor allem auf der Historie der ursprünglich Atari, Inc. und der 1996 aufgelösten Atari Corporation. Die spätere Nutzung der Marke Atari durch Hasbro Interactive und Infogrames wird nur am Rande thematisiert. Auch aus dem historischen Kontext des Zeitstrahl heraus können die Spiele ebenfalls direkt aufgerufen werden. Ergänzend dazu gibt es zu vielen Spielen und Ereignissen kurze, abzweigende Nebenstränge, in denen weiteres Informations- und Anschauungsmaterial präsentiert wird. Das reicht von kurzen Videos in Form von Interviews mit ehemaligen Entwicklern, TV-Werbeclips oder Ausschnitten aus Reportagen über Fotos bis hin zu Marketingmaterialien wie Werbeanzeigen oder Konzeptzeichnungen und Entwicklungsdokumenten. Dadurch entsteht der Eindruck einer virtuellen Ausstellung.
Mit einem kostenlosen Update im Dezember 2023 wurde der Umfang der Sammlung um zwölf weitere Spiele erweitert, darunter zwei Prototypen und zwei Homebrew-Arbeiten. Im Juni 2024 kündigte Atari mit der Atari 50: The Anniversary Celebration Expanded Edition eine erweiterte Fassung und deren Inhalte als Downloaderweiterung für die ursprüngliche Fassung an. Ergänzt wurden zwei weitere Zeitstrahlen namens The Wider World of Atari und The First Console War. Wie auch die anderen Kapitel umfassen diese historische Dokumente, Video-Interviews und neue Spieletitel. The Wider World of Atari bietet 19 neue Spiele und behandelt unter anderem die Gestaltung des Atari-Logos, die Entstehung von Breakout und eine ausführlichere Betrachtung von Berzerk. Die Rechte an diesem und weiteren Titeln des Herstellers Stern Electronics hatte Atari im März 2023 erworben. The First Console War setzt sich mit dem Wettbewerb zwischen Atari und dem Konkurrenten Intellivision zur Zeit des Atari 2600 auseinander und umfasst ebenfalls 19 neue Titel. Die Rechte am Namen Intellivision und 200 dazugehörigen Spieletiteln hatte Atari zuvor im Mai 2024 erworben. Die neuen Zeitstrahlen wurden ergänzend auch als Downloaderweiterungen für die Ursprungsfassung veröffentlicht. Am 26. September erschien zunächst The Wider World of Atari, im November schließlich auch The First Console War.

## Spiele
Arcade-Spiele
1. Akka Arrh (zuvor unveröffentlicht)
2. Asteroids
3. Asteroids Deluxe
4. Avalanche c
5. Berzerk c
6. Black Widow
7. Breakout
8. Centipede
9. Cloak & Dagger
10. Crystal Castles
11. Destroyer c
12. Fire Truck
13. Food Fight
14. Football c
15. Frenzy c
16. Gravitar
17. I, Robot
18. Liberator
19. Lunar Lander
20. Major Havoc
21. Maze Invaders (Prototyp)
22. Millipede
23. Missile Command
24. Pong
25. Quantum
26. Red Baron c
27. Sky Diver c
28. Space Duel
29. Sprint 8
30. Super Breakout
31. Super Bug c
32. Tempest
33. Warlords

LED-Handheld
1. Touch Me

Atari 2600
1. 3-D Tic-Tac-Toe
2. Adventure
3. Adventure II (Homebrew) b
4. Air Raiders d
5. Air-Sea Battle
6. Antbear (zuvor unveröffentlicht) d
7. Aquaventure (Prototyp) b
8. Armor Ambush d
9. Asteroids
10. Astroblast d
11. Atari Video Cube c
12. Basic Math a
13. Basketball d
14. Berzerk c
15. Berzerk Voice Enhanced c
16. Bowling b
17. Breakout a
18. Canyon Bomber
19. Centipede
20. Circus Atari b
21. Combat
22. Combat Two (Prototyp) a
23. Crystal Castles
24. Dark Cavern d
25. Dark Chambers
26. Demons to Diamonds
27. Desert Falcon c
28. Dodge ‘Em
29. Double Dunk b
30. Fatal Run
31. Frogs and Flies d
32. Gravitar a
33. Haunted House
34. International Soccer d
35. Maze Craze b
36. Millipede (Prototyp)
37. Miner 2049er
38. Miniature Golf b
39. Missile Command
40. MotoRodeo b
41. Off the Wall c
42. Outlaw
43. Quadrun
44. Race 500 a
45. RealSports Baseball
46. RealSports Basketball (Prototyp)
47. RealSports Boxing
48. RealSports Football
49. RealSports Soccer
50. RealSports Tennis
51. RealSports Volleyball
52. Return to Haunted House (Homebrew) b
53. Saboteur (Prototyp)
54. Save Mary (Prototyp) b
55. Sea Battle (zuvor unveröffentlicht) d
56. Secret Quest
57. Sky Diver c
58. Solaris
59. Star Strike d
60. Steeplechase c
61. Stellar Track c
62. Submarine Commander c
63. Super Breakout
64. Super Challenge Baseball d
65. Super Challenge Football d
66. Super Football b
67. Surround
68. Sword Fight (zuvor unveröffentlicht) d
69. Swordquest: EarthWorld
70. Swordquest: FireWorld
71. Swordquest: WaterWorld
72. Swordquest: AirWorld (zuvor unveröffentlicht)
73. Tower of Mystery (zuvor unveröffentlicht) d
74. Video Pinball d
75. Warlords
76. Yars’ Revenge

Atari 5200
1. Berzerk c
2. Bounty Bob Strikes Back!
3. Final Legacy (Prototyp) d
4. Millipede
5. Missile Command
6. Star Raiders (+ Enhanced Version)
7. Super Breakout

Atari 7800
1. Asteroids
2. Basketbrawl
3. Centipede
4. Dark Chambers
5. Desert Falcon d
6. Fatal Run
7. Ninja Golf
8. Scrapyard Dog

Atari 400/800
1. Avalanche c
2. Bounty Bob Strikes Back!
3. Caverns of Mars
4. Food Fight
5. Hardball d
6. Miner 2049er
7. Xari Arena d

Atari Jaguar
1. Atari Karts
2. Club Drive
3. Cybermorph
4. Evolution Dino Dudes
5. Fight For Life
6. Missile Command 3D
7. Ruiner Pinball
8. Tempest 2000
9. Trevor McFur In The Crescent Galaxy

Atari Lynx
1. Basketbrawl
2. Malibu Bikini Volleyball
3. Scrapyard Dog
4. Super Asteroids & Missile Command
5. Turbo Sub
6. Warbirds b

Neuinterpretationen
1. Haunted Houses
2. Neo Breakout
3. Quadratank
4. VCTR-SCTR
5. Yars’ Revenge Enhanced

## Rezeption
Die Kritiken zu Atari 50 fielen meist positiv aus.

“The collection is huge, detailed, and does an amazing job of explaining why these games are so important.”

„Die Sammlung ist riesig, detailliert und leistet hervorragende Arbeit bei der Erklärung, warum diese Spiele so bedeutend sind.“

“As an interactive timeline and a virtual exhibit, Atari 50 is unparalleled. No other historical collection comes close to how awesome this is as a context-rich story […]. I hope that this style of giving historical context and not just presenting a list of 40-year-old games without any explanation is the trend going forward for packages like this.”

„Als interaktive Zeitreise und virtuelle Ausstellung sucht Atari 50 seinesgleichen. Keine andere historische Sammlung kommt an diese hintergrundreiche Erzählung heran […]. Ich hoffe, dass diese Art, einen historischen Kontext zu geben und nicht nur eine Liste von 40 Jahre alten Spielen ohne Erklärung zu präsentieren, die zukünftige Richtung für Sammlungen wie diese sein wird.“

Cody Medellin von Worth Playing monierte in seinem Test jedoch die Auswahl der Titel für die Spielesammlung, insbesondere im Vergleich mit früheren Atari-Spielesammlungen wie dem Atari Vault.

“As a historical document, it chronicles Atari as a company but still seems focused on the 2600 and old arcade stuff above all else. As a game compilation, it still feels lacking in the latter half of the company's game history, as some of the more interesting titles from the 7800 era onward aren't here; one can argue that the company's output at the time doesn't make the job any easier, though. There are certainly enough curios to keep existing owners of Atari Vault interested thanks to the presence of new titles here, but it could've used more curation to make it an item that's worth celebrating.”

„Als historisches Dokument zeichnet es Ataris Unternehmensgeschichte nach, scheint aber immer noch primär auf den 2600er und altes Arcade-Zeug fokussiert zu sein. Mit Blick auf die Veröffentlichung der zweiten Hälfte der Unternehmensgeschichte fühlt es sich als Spielesammlung immer noch mangelhaft an, da einige der interessanteren Titel ab der 7800-Ära nicht enthalten sind. Man könnte jedoch argumentieren, dass die Leistungen des Unternehmens in dieser Zeit die Arbeit nicht einfacher machen. Es gibt sicherlich genug Kuriositäten, um Besitzern des Atari Vault dank einiger neuer Titel einen Anreiz zu bieten; aber es hätte mehr Kuration benötigt, um es zu einem Objekt zu machen, das es wert ist, gefeiert zu werden.“